# فرهنگ‌های لغات مترادف فارسی
فرهنگ‌های لغات مترادف فارسی یک نوع فرهنگ لغت در زبان فارسی اند که برای یافتن واژگان مترادف و واژه‌هایی که به یاد نمی‌آوریم و برای بیان بهتر اندیشه استفاده می‌شوند.

## تاریخچه
یکی از نخستین کتبی که در زمینهٔ مترادفات زبان فارسی تألیف شده «فرهنگ مترادفات و اصطلاحات» محمدپادشاه صاحب فرهنگ آنندراج است.
نخستین گنج‌واژه (تزاروس=Thesaurus) علمی فارسی به فارسی «فرهنگ بیان اندیشه‌ها» تألیف دکتر محسن صبا است که در سال ۱۳۶۶ منتشر شد. کتاب فرهنگ طیفی منتشر شده در سال ۱۳۷۸ به‌صورتی روشمندتر تهیه شد. (از همان منبع).
استفاده از واژه تزاروس نخست در سال ۱۸۵۲ با انتشار کتاب «اصطلاحنامه لغات و عبارات انگلیسی» اثر پیترمارک روژه (۱۷۷۹–۱۸۶۹) آغاز شد. هدف این کتاب کمک به افرادی است که قصد یافتن اصطلاحات دقیق برای بیان اندیشه‌های خود دارند. تزاروس روژه در واقع نوعی رده‌بندی اصطلاحات است و ارزش آن در شیوه ارتباط دادن مفاهیم به یکدیگر است. از اوایل سده بیستم با پیشرفت علم اطلاع‌رسانی اصطلاح نامه به‌عنوان ابزاری که می‌تواند اطلاعات مورد نیاز را در هر زمینه بازیابی کند، مورد توجه خاص قرار گرفت. در سال ۱۹۵۱، هانس پیتر لون تحت تأثیر روش تزاروس روژه تصمیم گرفت واژه‌هایی را که از نظر مفهومی با یکدیگر مرتبط بودند، دسته‌بندی کند.

## کتابنامه
فرهنگ‌های واژگان مترادف که دراین بخش نام برده شده‌اند منحصر به فرهنگهای فارسی-فارسی اند.
- محمدپادشاه متخلص به شاد؛ فرهنگ مترادفات و اصطلاحات؛ تهران؛ کتابفروشی خیام؛ چاپ دوم ۱۳۴۶؛ (چاپ اول کلکته ۱۲۹۱ هجری قمری)
- صبا، دکتر محسن؛ فرهنگ بیان اندیشه‌ها؛ تهران؛ نشرفرهنگ؛ ۱۳۶۶
- خداپرستی، فرج‌اله؛ فرهنگ جامع واژگان مترادف و متضاد زبان فارسی؛ شیراز؛ دانشنامه فارس؛ ۱۳۷۶
- فراروی، جمشید؛ فرهنگ طیفی؛ تهران؛ ناشر مؤلف؛ ۱۳۷۷
- زمانیان، صدرالدین؛ فرهنگ مصدرهای زبان فارسی؛ تهران؛ نشر رامین، ۱۳۷۸؛ شابک ۹۶۴-۶۵۲۳-۳۹-۰

## چند لغت فارسی
مهرازی=معماری
شالوده=پایه و اساس
دیباچه= سرآغاز

## جُستارهای وابسته
- فهرست فرهنگ‌های لغت فارسی